# St. Stanislaus Kostka (Piła)

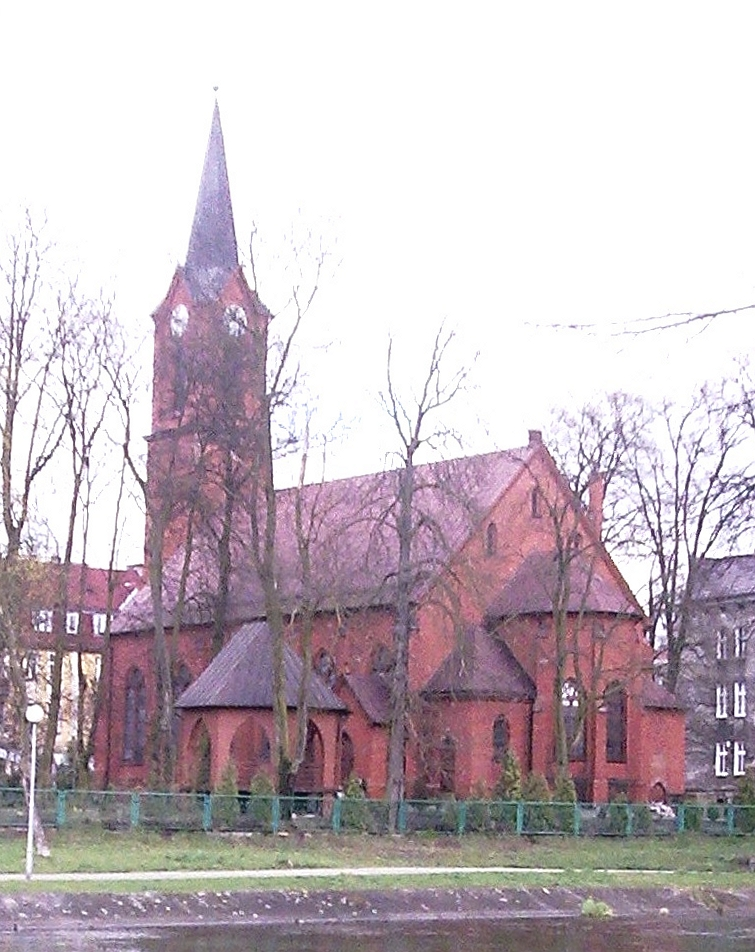
St. Stanislaus Kostka

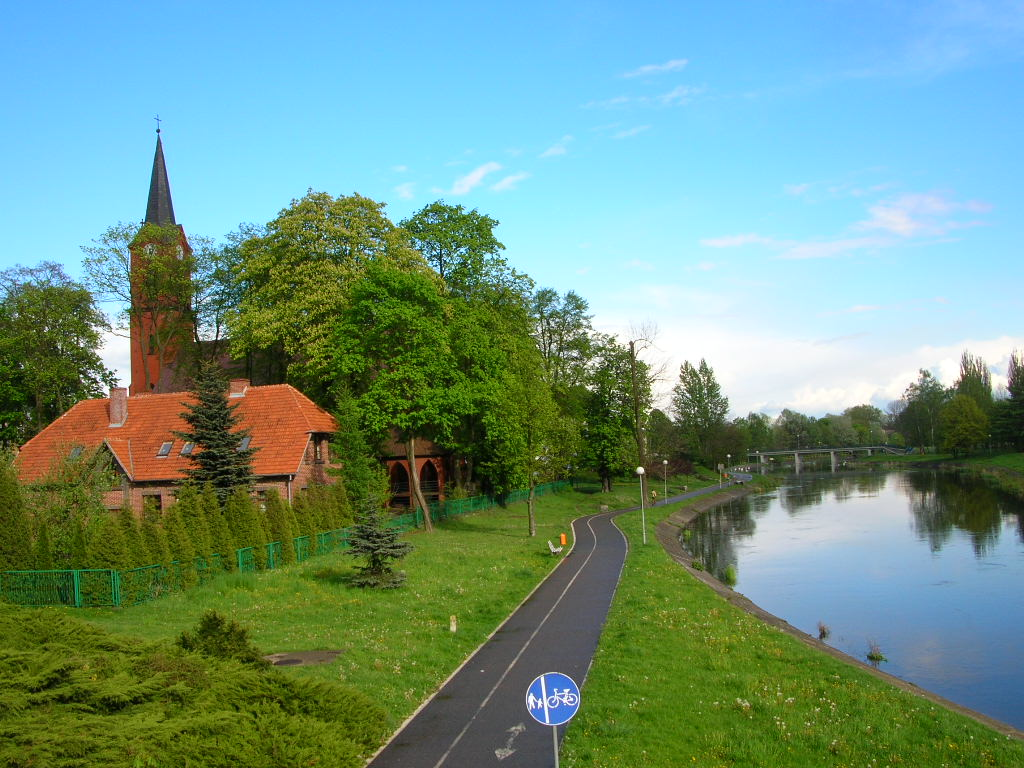
St. Stanislaus Kostka an der Gwda.

St. Stanislaus Kostka ist eine römisch-katholische Kirche in Piła (deutsch Schneidemühl) in der polnischen Woiwodschaft Großpolen. Die ehemals lutherische Pfarrkirche ist Stanislaus Kostka gewidmet und gehört heute zum Bistum Koszalin-Kołobrzeg. Die denkmalgeschützte Kirche aus den 1890er Jahren liegt nahe der Gwda (deutsch Küddow).

## Geschichte
Das Kirchengebäude wurde als evangelische Kirche vom damaligen Kirchenprovisor, Stadtrat und Zimmermeister Friedrich Gottlieb Rademacher erbaut, der das Gebäude auch entworfen hat. Im Mai 1896 begannen die Bauarbeiten, am 1. November 1897 konnte die Kirche eingeweiht werden. Die Kirche überlebte die Kämpfe um die Stadt im Jahr 1945 und wurde am 15. Mai 1947 zur katholischen Kirche umgewidmet und am 17. September 2005 von Bischof Kazimierz Nycz geweiht.

## Architektur
Das Saalkirche auf einem rechteckigen Grundriss wurde im neugotischen Stil errichtet. Sie hat sechs Joche und einen Turm an der Nordseite mit einem quadratischen Grundriss. Der Haupteingang befindet sich in dessen Untergeschoss, die Ecken sind abgestützt. Die Wände des Kirchenschiffs sind mit Stützpfeilern versehen. Der rechteckige Chor ist an drei Seiten mit Stützen versehen. Daran schließen sich Räume auf der Ostseite (Lagerraum) und der Westseite (Sakristei) an. Der Kirchenkörper ist schlank und wird von einem Turm dominiert, der mit einer hohen, seitlichen Pyramidenhelm bedeckt ist. Das Kirchenschiff hat ein Satteldach.

## Ausstattung
An der Ostfassade befinden sich im oberen Teil der Fenster Buntglasrosetten aus der ursprünglichen Kirchenausstattung. Im Chor befinden sich drei Buntglasfenster, die von Stanisław Powalisz aus Posen entworfen und hergestellt wurden. Erhalten blieben außerdem die Altarmensa mit einer neueren Kreuzigungsgruppe sowie Kanzel und Taufbecken. Das Gemälde der Jungfrau Maria mit Kind wurde 1948 von J. Stankiewicz gemalt.